# Almindelig borebille
Den almindelige borebille (Anobium punctatum), også kaldt træorm, er en billeart på 3-5 millimeter, der er kendt som et alvorligt skadedyr. Billen er brun med punktstriber på dækvingerne.

## Levevis
Billen starter sit liv som æg lagt på gammelt eller fugtigt træ. Ægget klækkes efter 3-4 uger. Larven gnaver sig ned i træet og efterlader såkaldt boremel. Larverne bliver 5-6 mm lange, og dette stadium tager 4 til 8 år afhængig af temperatur, fugtighed og træets art. Hvis træets fugtighed falder til under 11%, stopper larvens udvikling. Den voksne bille fremkommer sidst i juni og begyndelsen af juli og kravler rundt på det træ de har levet i. Den kan desuden flyve. Billen lever typisk i et par uger, og lægger 20-60 æg.

## Bekæmpelse
Nogle snyltehvepse lever af borebillens larve, idet de lægger æg i larven. Hvepselarverne lever så som snyltere i borebillelarverne. Billearten Opilo mollis lever både som larve og voksen af borebillelarverne samt af de voksne borebiller. Disse biller jagter larverne gennem deres egne gange og kan derfor lave "muldvarpeskud" af boremel.
Træbeskyttelsesmidler kan påsmøres eller sprøjtes på en gang årligt – helst i maj – og desuden kan (mindre) emner opvarmes til 55 grader.
Et gammelt husråd anbefaler petroleum, men medmindre man ligefrem drukner larverne har det ingen effekt – heller ingen dokumenteret langtidsvirkning.